# Bálsamo (EP)
Bálsamo é um EP da cantora brasileira Rebeca Carvalho, sendo o seu segundo projeto, e o seu primeiro e único trabalho pela gravadora MK Music, lançado em abril de 2020.
O álbum possui canções produzidas por Weslei Santos, ex-integrante da banda Preto no Branco, e Jorginho Araújo.
Antes do lançamento do EP, as canções foram lançadas gradativamente.

## Faixas
1. Abraão (Samuel Messias)
2. Bálsamo (Rebeca Carvalho)
3. Te Venero (Rebeca Carvalho)
4. Vejo uma Luz (Rebeca Carvalho)
5. Nada se Compara (Rodolfo Linhares)

## Clipes
| Música          | Lançamento              |
| --------------- | ----------------------- |
| Bálsamo         | 23 de novembro de 2018  |
| Te Venero       | 11 de fevereiro de 2019 |
| Nada se Compara | 5 de agosto de 2019     |
| Vejo Uma Luz    | 20 de maio de 2019      |
| Abraão          | 5 de março de 2020      |